# Resolución 89 del Consejo de Seguridad de las Naciones Unidas
La Resolución 89 del Consejo de Seguridad de las Naciones Unidas fue adoptada el 17 de noviembre de 1950, después de recibir quejas de Egipto, Israel, Jordania y del Jefe de Estado Mayor del Organismo para la Vigilancia de la Tregua con respecto a la implementación de los Acuerdos de Armisticio diseñados para poner fin a la guerra árabe-israelí. El consejo pidió a la Comisión Mixta de Armisticio Egipto-Israel que preste atención urgente a una denuncia de expulsión de miles de árabes palestinos. 
El Consejo exhortó a ambas partes a dar efecto a cualquier hallazgo de la Comisión, repatriando a los árabes que la Comisión crea que tienen derecho a regresar. Luego, el Consejo autorizó al Jefe de Estado Mayor de la Organización de Supervisión de la Tregua a recomendar a Israel, Egipto y otros estados árabes las medidas apropiadas que considere necesarias para controlar el movimiento de los árabes nómadas a través de fronteras internacionales o líneas de armisticio de mutuo acuerdo.
El Consejo instó a los gobiernos a no emprender ninguna acción que implique el traslado de personas a través de fronteras internacionales o líneas de armisticio sin consulta previa a través de las Comisiones. El Consejo solicitó entonces que el Jefe de Estado Mayor del Organismo para la Vigilancia de la Tregua les informe al cabo de noventa días, o antes de que lo estime necesario, sobre el cumplimiento dado a esta resolución y sobre el estado de funcionamiento de las distintas Comisiones. Por último, el Consejo le pidió que presentara periódicamente al Consejo de Seguridad informes de todas las decisiones adoptadas por las distintas Comisiones y del Comité Especial previstas en el párrafo 4 del artículo X del Acuerdo de Armisticio General entre Egipto e Israel.
La resolución fue aprobada por nueve votos contra ninguno y dos abstenciones del Reino de Egipto y la Unión Soviética .